# Пітер О'Ніл
Пітер Чарлз Пейр О'Ніл (англ. Peter Charles Paire O'Neill; 13 лютого 1965) — політик Папуа Нової Гвінея, прем'єр-міністр Папуа Нової Гвінеї з 2 серпня 2011 до 29 травня 2019 року.

## Життєпис
Народився 13 лютого 1965 року в сім'ї австралійського чиновника ірландського походження і корінної мешканки Папуа Нової Гвінеї.
Вищу освіту отримав у навчальних закладах Папуа-Нової Гвінеї.
Належить до політичної партії Народний Національний Конгрес.
В 2002—2004 роках і з 2007 року стає депутатом парламенту і міністром в уряді прем'єр-міністра Майкла Сомаре.
Став прем'єр-міністром Папуа-Нової Гвінеї в результаті рішення своєї партії у зв'язку із хворобою прем'єр-міністра Сомаре.